# Idaea transsylvanaria
Idaea transsylvanaria là một loài bướm đêm trong họ Geometridae.